# Granatnik AG-40
AG-40 – rumuński granatnik podwieszany kalibru 40 mm. 
Broń ta jest ładowana po przesunięciu lufy do przodu (podobnie jak amerykański M203). Granatnik jest mocowany w miejscu łoża do rumuńskich wersji karabinu AKM (Md.63, Md.65, Md.90) i AK-74 (Md.86).